# Лоун-Пайн (Каліфорнія)
Лоун-Пайн (англ. Lone Pine) — переписна місцевість (CDP) в США, в окрузі Іньйо штату Каліфорнія. Населення — 2014 особи (2020).

## Географія
Лоун-Пайн розташований за координатами 36°34′28″ пн. ш. 118°4′50″ зх. д. / 36.57444° пн. ш. 118.08056° зх. д. (36.574447, -118.080610).  За даними Бюро перепису населення США в 2010 році переписна місцевість мала площу 49,77 км², з яких 49,30 км² — суходіл та 0,47 км² — водойми.

## Демографія
Згідно з переписом 2010 року, у переписній місцевості мешкало 2035 осіб у 831 домогосподарстві у складі 515 родин. Густота населення становила 41 особа/км².  Було 1004 помешкання (20/км²).
Расовий склад населення:
| - 65,6 % — білих - 10,1 % — корінних американців - 0,8 % — азіатів - 0,3 % — чорних або афроамериканців - 18,5 % — осіб інших рас |

До двох чи більше рас належало 4,7 %. Частка іспаномовних становила 34,1 % від усіх жителів.
За віковим діапазоном населення розподілялося таким чином: 24,2 % — особи молодші 18 років, 56,9 % — особи у віці 18—64 років, 18,9 % — особи у віці 65 років та старші. Медіана віку мешканця становила 41,9 року. На 100 осіб жіночої статі у переписній місцевості припадало 98,5 чоловіків;  на 100 жінок у віці від 18 років та старших — 96,1 чоловіків також старших 18 років.
Середній дохід на одне домашнє господарство  становив 50 418 доларів США (медіана — 31 321), а середній дохід на одну сім'ю — 57 307 доларів (медіана — 38 229). Медіана доходів становила 60 242 долари для чоловіків та 32 292 долари для жінок. За межею бідності перебувало 15,6 % осіб, у тому числі 21,6 % дітей у віці до 18 років та 6,5 % осіб у віці 65 років та старших.
Цивільне працевлаштоване населення становило 796 осіб. Основні галузі зайнятості: мистецтво, розваги та відпочинок — 28,3 %, освіта, охорона здоров'я та соціальна допомога — 19,2 %, роздрібна торгівля — 13,8 %, транспорт — 9,9 %.